# Campeonato Europeu de Ciclismo em Estrada de 2021
O VI Campeonato Europeu de Ciclismo em Estrada realizou-se em Trento (Itália) entre 8 e 12 de setembro de 2021, baixo a organização da União Europeia de Ciclismo (UEC) e a União Ciclista de Itália.
O campeonato constou de corridas nas especialidades de contrarrelógio e de rota, nas divisões elite masculino, elite feminino, feminino sub-23 e masculino sub-23; ademais disputou-se uma contrarrelógio por relevos mistos. Ao todo outorgaram-se nove títulos de campeão europeu nas divisões elite e sub-23, e quatro na categoria júnior.

## Programa
O programa de competições é o seguinte:
align="center"|
| Dia            | Prova                             | Trajeto                | Distância (km) | Vencedor                             |
| -------------- | --------------------------------- | ---------------------- | -------------- | ------------------------------------ |
| Contrarrelógio |                                   |                        |                |                                      |
| 8 de setembro  | Contrarrelógio júnior feminina    | Trento–Aldeno–Trento   | 22,4           | Aliona Ivanchenko · ( Rússia)        |
| 8 de setembro  | Contrarrelógio júnior masculina   | Trento–Aldeno–Trento   | 22,4           | Alec Segaert · ( Bélgica)            |
| 8 de setembro  | Contrarrelógio por relevos mistos | Trento–Aldeno–Trento   | 44,8           | Itália                               |
| 9 de setembro  | Contrarrelógio sub-23 feminina    | Trento–Aldeno–Trento   | 22,4           | Vittoria Guazzini · ( Itália)        |
| 9 de setembro  | Contrarrelógio sub-23 masculina   | Trento–Aldeno–Trento   | 22,4           | Johan Price-Pejtersen · ( Dinamarca) |
| 9 de setembro  | Contrarrelógio elite feminina     | Trento–Aldeno–Trento   | 22,4           | Marlen Reusser · ( Suíça )           |
| 9 de setembro  | Contrarrelógio elite masculina    | Trento–Aldeno–Trento   | 22,4           | Stefan Küng · ( Suíça )              |
| Rota           |                                   |                        |                |                                      |
| 10 de setembro | Estrada júnior feminina           | Trento                 | 67,6           | Linda Riedmann · ( Alemanha)         |
| 10 de setembro | Estrada júnior masculina          | Trento                 | 107,2          | Romain Grégoire · ( França)          |
| 10 de setembro | Estrada sub-23 feminina           | Trento                 | 80,8           | Silvia Zanardi · ( Itália)           |
| 11 de setembro | Estrada sub-23 masculina          | Trento                 | 133,6          | Thibau Nys · ( Bélgica)              |
| 11 de setembro | Estrada elite feminina            | Trento                 | 107,2          | Ellen van Dijk · ( Países Baixos)    |
| 12 de setembro | Estrada elite masculina           | Trento–Cavedine–Trento | 179,2          | Sonny Colbrelli · ( Itália)          |

1. ↑  Circuito de 22,4 km – 1 volta os homens e 1 voltas as mulheres.
2. ↑  Circuito de 13,2 km – 5 voltas.
3. ↑  Circuito de 13,2 km – 8 voltas.
4. ↑  Circuito de 13,2 km – 6 voltas.
5. ↑  Circuito de 13,2 km – 10 voltas.
6. ↑  Circuito de 13,2 km – 8 voltas.
7. ↑  73,2 km + circuito de 13,2 km – 8 voltas.

## Resultados elite e sub-23

### Masculino
- Contrarrelógio individual

| Posto  | Ciclista        | País    | Tempo    |
| ------ | --------------- | ------- | -------- |
| Ouro   | Stefan Küng     | Suíça   | 24:29,85 |
| Prata  | Filippo Ganna   | Itália  | 24:37,55 |
| Bronze | Remco Evenepoel | Bélgica | 24:44,41 |

- Estrada

| Posto  | Ciclista         | País    | Tempo   |
| ------ | ---------------- | ------- | ------- |
| Ouro   | Sonny Colbrelli  | Itália  | 4:19:45 |
| Prata  | Remco Evenepoel  | Bélgica | 4:19:45 |
| Bronze | Benoît Cosnefroy | França  | 4:21:15 |

### Feminino
- Contrarrelógio individual

| Posto  | Ciclista       | País          | Tempo    |
| ------ | -------------- | ------------- | -------- |
| Ouro   | Marlen Reusser | Suíça         | 27:12,95 |
| Prata  | Ellen van Dijk | Países Baixos | 27:32,26 |
| Bronze | Lisa Brennauer | Alemanha      | 28:15,22 |

- Estrada

| Posto  | Ciclista       | País          | Tempo   |
| ------ | -------------- | ------------- | ------- |
| Ouro   | Ellen van Dijk | Países Baixos | 2:50:35 |
| Prata  | Liane Lippert  | Alemanha      | 2:51:53 |
| Bronze | Rasa Leleivytė | Lituânia      | 2:51:53 |

### Masculino sub-23
- Contrarrelógio individual

| Posto  | Ciclista              | País          | Tempo    |
| ------ | --------------------- | ------------- | -------- |
| Ouro   | Johan Price-Pejtersen | Dinamarca     | 25:35,29 |
| Prata  | Søren Wærenskjold     | Noruega       | 26:08;98 |
| Bronze | Daan Hoole            | Países Baixos | 26:09,76 |

- Estrada

| Posto  | Ciclista            | País    | Tempo   |
| ------ | ------------------- | ------- | ------- |
| Ouro   | Thibau Nys          | Bélgica | 3:06:57 |
| Prata  | Filippo Baroncini   | Itália  | 3:06:57 |
| Bronze | Juan Ayuso Pesquera | Espanha | 3:06:57 |

### Feminino sub-23
- Contrarrelógio individual

| Posto  | Ciclista          | País     | Tempo    |
| ------ | ----------------- | -------- | -------- |
| Ouro   | Vittoria Guazzini | Itália   | 29:02,08 |
| Prata  | Hannah Ludwig     | Alemanha | 29:40,97 |
| Bronze | Elena Pirrone     | Itália   | 29:47,92 |

- Estrada

| Posto  | Ciclista        | País    | Tempo   |
| ------ | --------------- | ------- | ------- |
| Ouro   | Silvia Zanardi  | Itália  | 2:11:15 |
| Prata  | Kata Blanka Vas | Hungria | 2:11:17 |
| Bronze | Évita Muzic     | França  | 2:11:17 |

### Misto
- Estrada por relevos

| Posto  | Ciclistas                                                                                           | País          | Tempo    |
| ------ | --------------------------------------------------------------------------------------------------- | ------------- | -------- |
| Ouro   | Matteo Sobrero Filippo Ganna Alessandro De Marchi Elena Cecchini Marta Cavalli Elisa Longo Borghini | Itália        | 51:59,01 |
| Prata  | Miguel Heidemann Justin Wolf Max Walscheid Corinna Lechner Mieke Kröger Tanja Erath                 | Alemanha      | 52:20,08 |
| Bronze | Koen Bouwman Jos van Emden Bauke Mollema Floortje Mackaij Amy Pieters Demi Vollering                | Países Baixos | 52:25,28 |

## Medalheiro
| Ordem | País          | Medalha de ouro | Medalha de prata | Medalha de bronze | Total |
| ----- | ------------- | --------------- | ---------------- | ----------------- | ----- |
| 1     | Itália        | 4               | 2                | 1                 | 7     |
| 2     | Suíça         | 2               | 0                | 0                 | 2     |
| 3     | Países Baixos | 1               | 1                | 2                 | 4     |
| 4     | Bélgica       | 1               | 1                | 1                 | 3     |
| 5     | Dinamarca     | 1               | 0                | 0                 | 1     |
| 6     | Alemanha      | 0               | 3                | 1                 | 4     |
| 7     | Hungria       | 0               | 1                | 0                 | 1     |
| 7     | Noruega       | 0               | 1                | 0                 | 1     |
| 9     | França        | 0               | 0                | 2                 | 2     |
| 10    | Espanha       | 0               | 0                | 1                 | 1     |
| 10    | Lituânia      | 0               | 0                | 1                 | 1     |
|       | TOTAL         | 9               | 9                | 9                 | 27    |